# Marceli Jurkiewicz
Marceli Jurkiewicz (ur. około 1735, zm. 10 czerwca 1791 w Stężycy) – polski franciszkanin i kaznodzieja.

## Życiorys
Urodził się około roku 1735. W wieku 18 lat wstąpił do nowicjatu krakowskich franciszkanów. Zakonne studia o charakterze filozoficzno-teologicznym odbywał w Lublinie, Krakowie i Warszawie. Na przełomie lat 1756/1757 (zimą) przyjął święcenia kapłańskie, a 2 lub 3 lata później został wyznaczony na profesora filozofii w piotrkowskim studium zakonnym. W roku 1763 (lub rok później) otrzymał zakonny stopień doktora i objął stanowisko regensa poznańskiego studium zakonnego. W roku 1765 był już kaznodzieją obradującego w Poznaniu Trybunału Koronnego. Pięć lat później (wiosną 1770), dzięki wsparciu i zaproszeniu biskupa A. S. Młodziejowskiego, głosił kazania wielkopostne w kolegiacie warszawskiej, zwanej wówczas pierwszą w Królestwie kazalnicą. Wkrótce potem (13 maja) wyjechał z Warszawy do Kalisza, gdzie złożył do druku wygłaszane w stolicy kazania. We wrześniu roku 1770 kapituła prowincjonalna wyznaczyła go regensem warszawskiego studium zakonnego, a stanowisko to piastował przez 4 kolejne lata. W latach 1782–1783 był kaznodzieją obradującego w Piotrkowie Trybunalskim Trybunału Koronnego. Trzy lata później (1786) powierzono mu nadzór nad budową kościoła franciszkańskiego w Stężycy, gdzie też pełnił w następnych latach funkcję gwardiana (przełożonego) zakonu.
Zmarł w Stężycy 10 czerwca roku 1791.

## Twórczość (kazania)
- Kazania niedzielne w obecności Jaśnie Oświeconego Trybunału Koronnego miane przez... w Poznaniu roku 1765, t. 1, Poznań 1766
- Kazania niedzielne w obecności Jaśnie Oświeconego Trybunału Koronnego miane przez... w Poznaniu roku 1765, t. 2, Poznań 1766
- Kazania postne i inne w Katedrze Warszawskiej i gdzie indziej miane przez... Roku Pańskiego 1770, t. 3, Kalisz 1770
- Kazanie na niedzielę XV po Świątkach przy zaczęciu Trybunału Koronnego miane przez... w Kościele Farnym Piotrkowskim roku 1782 dnia 1 września, Łowicz 1782
- Kazanie o przysiędze przy rozpoczęciu Trybunału Koronnego miane przez... w Kościele Farnym Piotrkowskim roku 1783 dnia 1 września, Łowicz 1783